# ذعرة كيب
ذعرة كيب (الاسم العلمي: Motacilla capensis) (بالإنجليزية: Cape Wagtail)‏ هو طائر صغير من الجواثم ينتمي لفصيلة التمرة.

## معرض صور

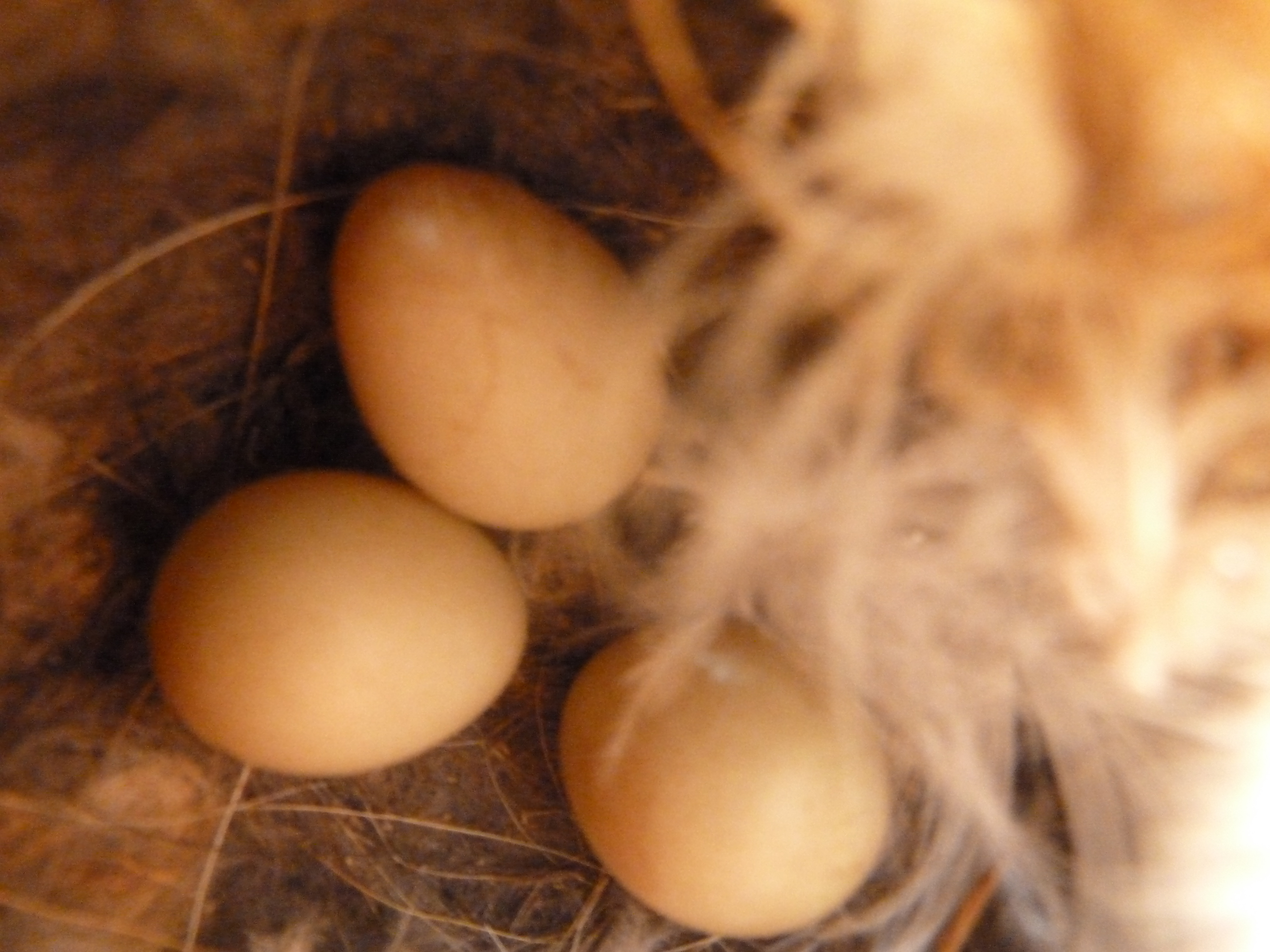
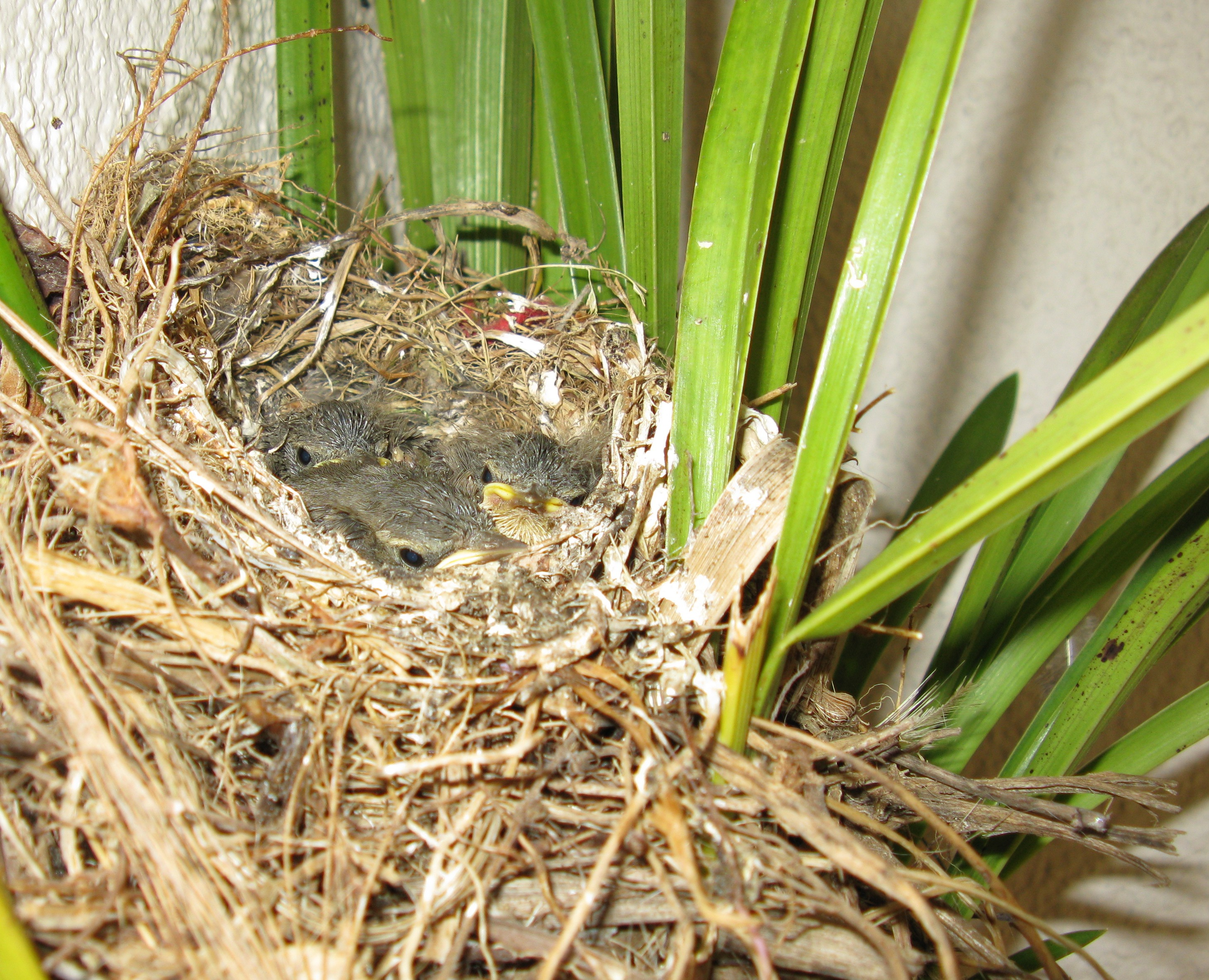
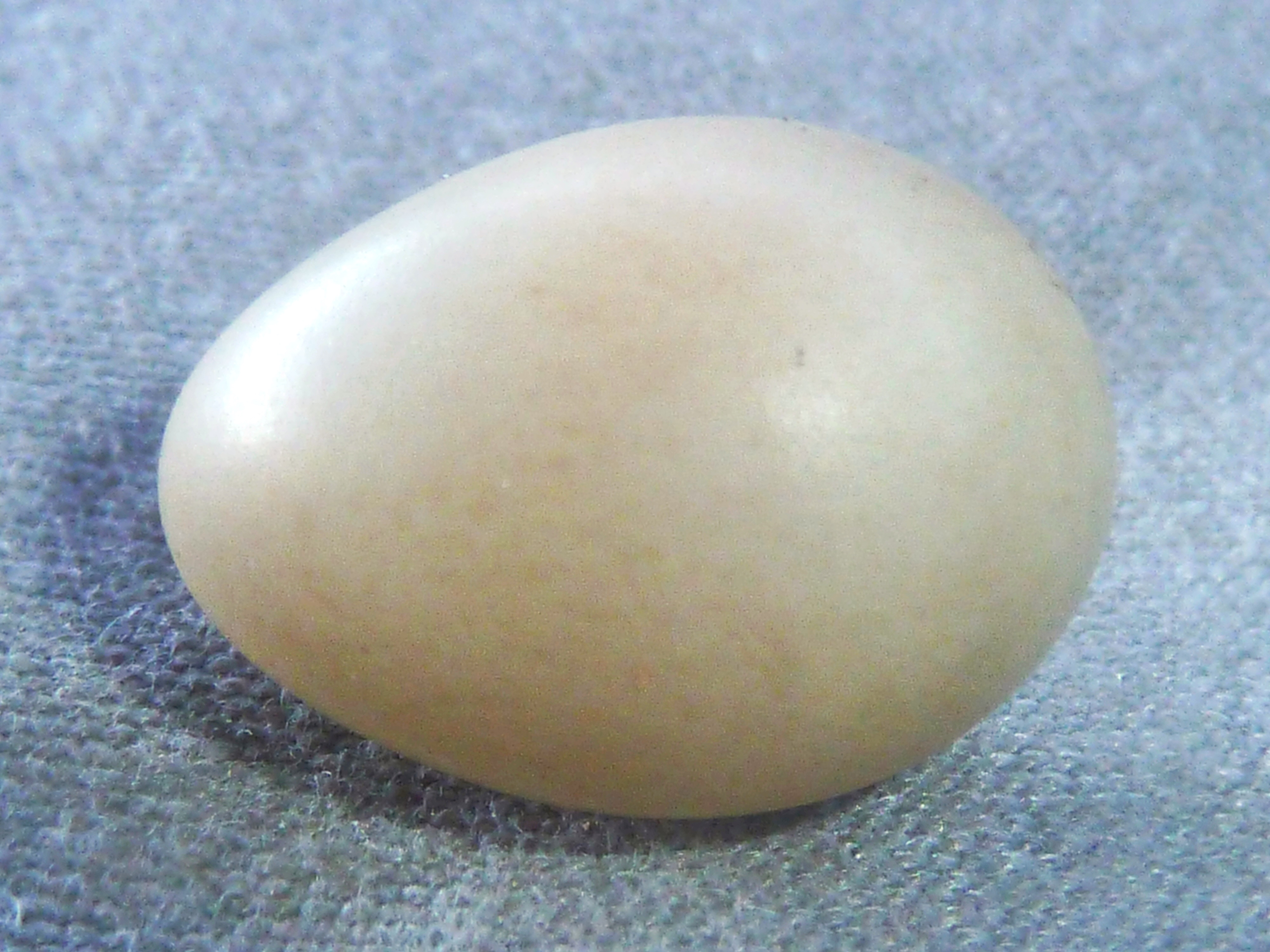
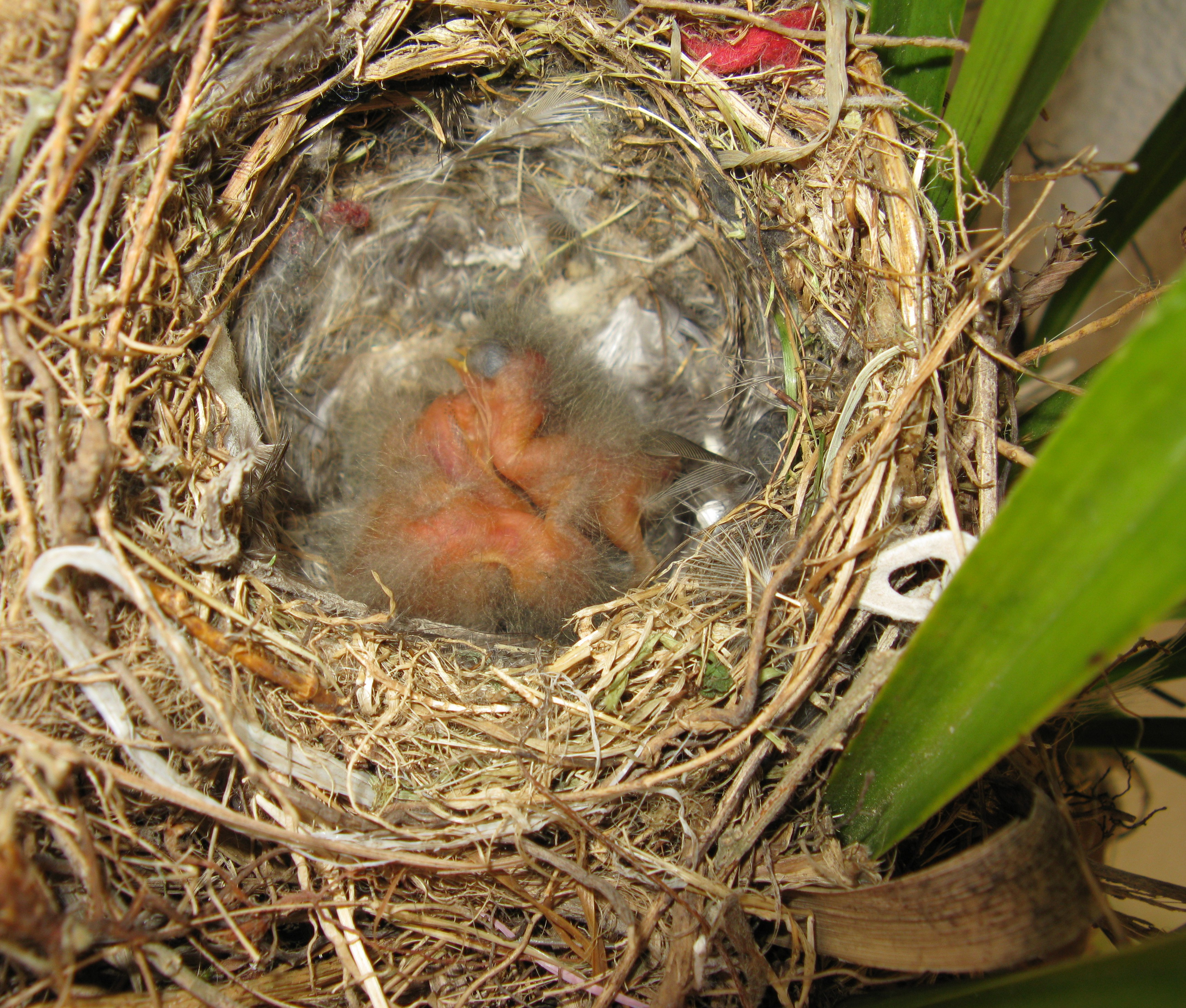